# Jean Touchard
Pour les articles homonymes, voir Touchard.
Jean Touchard, né le 13 novembre 1918 à Paris et mort à Boulogne-Billancourt le 1er juillet 1971, est un politologue et historien français.

## Biographie

### Jeunesse et études
Jean Touchard fait ses études secondaires au lycée Condorcet puis au lycée Henri-IV. Il est reçu en 1938 à l'École normale supérieure de la rue d'Ulm.
Jean Touchard est mobilisé en septembre 1939 comme aspirant de réserve. Blessé le 17 juin 1940, il est fait prisonnier et déporté en Allemagne. Il est libéré en décembre 1942, rejoint la Résistance et poursuit ses études. Il est reçu à l'agrégation de lettres en 1943.

### Parcours professionnel
Agrégé, il devient chargé de mission au cabinet du préfet de la Seine. Il appartient, à la Libération, au cabinet de Charles de Gaulle. Il est ensuite nommé attaché culturel à l'ambassade de France en Argentine (et devait en rapporter un "Que sais-je ?" sur le sujet).
Il est nommé maître de conférences à l'Institut d'études politiques de Paris en 1947. En 1953, le directeur Jacques Chapsal lui confie un cours appelé « Littérature et politique » qu'il professe jusqu'en 1966.
Il est nommé en 1954 secrétaire général de la Fondation nationale des sciences politiques et dirige l'Institut d'études politiques de Paris sous le directorat de Jacques Chapsal. Ils font de la FNSP un centre d'enseignement supérieur et de recherches d'une dimension internationale. Cela se manifeste notamment par la création du Centre d'études de la vie politique française (Cévipof) sous son impulsion directe.
Parallèlement à ses enseignements à l'Institut d'études politiques de Paris sur « Le mouvement des idées politiques dans la France contemporaine », assurés en alternance avec René Rémond et Raoul Girardet, il animait des séminaires de 3e cycle, et dirigeait des recherches.

## Apports
Son livre La gauche en France depuis 1900, directement tiré de son cours à Sciences Po est un classique de l'étude des mouvements politiques en France dans lequel il examine l'évolution de la gauche française, en cherchant à répondre à la question "Qu'est-ce que la gauche ?"
Il réalisa dans son ouvrage Histoire des idées politiques une étude très approfondie de toutes les grandes pensées politiques ayant traversé le temps. On retiendra sa classification des différents courants libéraux, en fonction des milieux sociaux concernés :
XVIIIe siècle
- Libéralisme aristocratique français
- Libéralisme aristocratique anglais
- Utilitarisme politique français
- Utilitarisme politique anglais

XIXe siècle (au sens large : 1789-1914)
- Pensée révolutionnaire libérale
- Libéralisme bourgeois français
- Libéralisme bourgeois anglais ou Libéralisme manchestérien
- Nationalisme libéral
- Libéralisme impérialiste français
- Libéralisme impérialiste anglais
- Libéralisme impérialiste américain

XXe siècle
- Néo-libéralisme
- Libéralisme keynesien (ce que les Anglo-Saxons dénomment aujourd'hui Liberal)
- Néo-conservatisme libéral ou École de Chicago

Il est en outre l'auteur d'une thèse de doctorat ès-lettres originale, sur La gloire de Béranger, avec une thèse complémentaire sur son ancêtre Louis Rousseau. Il est l'auteur d'un article essentiel sur "L'esprit des années 30". Avec Louis Bodin, il a écrit un ouvrage dans la collection "kiosque" : Front populaire. 1936.

## Distinction
- Chevalier de la Légion d'honneur (décret du 13 juillet 1962)

## Publications
- La gloire de Béranger (2 volumes), Armand Colin, 1968 ;
- Le Gaullisme : 1940-1969, Editions du seuil, Points, 1978 ;
- La gauche en France depuis 1900, Editions du Seuil, Points, 1977, 1989 ;
- Louis Rousseau 1787-1856 : Aux origines du catholicisme social, Jean Touchard, Brigitte Waché, Editeur Laboratoire d'histoire anthropologique du Mans; Édition : 2e éd., 1998 ;
- Histoire des idées politiques, PUF, 2012, 2014